# Mugía (parroquia)
Mugía (en gallego y oficialmente Santa María de Muxía) es una parroquia y lugar español del municipio de Mugía, en la provincia de La Coruña, Galicia.
Según el INE en 2009 tenía 1635 habitantes (821 mujeres y 814 hombres) distribuidos en 1 entidad de población, lo que supone una disminución en relación con el año 2004, cuando tenía 1654 habitantes, y al 1999 cuando tenía 1742 habitantes.

## Patrimonio
La iglesia parroquial se encuentra sobre unas rocas en el ala norte del monte Corsé. El templo fue donado en 1203 con todas sus pertenencias al monasterio cisterciense de Carracedo (El Bierzo) por el Papa Inocencio III.
El templo pertenece a un estilo románico de transición, formada por una sola nave, con cubierta de madera y dividida en tres trechos por dos arcos apuntados que se apoyan en columnas arrimadas a los muros laterales. El ábside es rectangular, accediéndose a él por un arco triunfal apuntado, apoyado, al igual que los otros tres que sujetan la bóveda, sobre semicolumnas terminadas en capiteles adornados con diferentes motivos.
La puerta principal de la iglesia, que da al antiguo camino que conducía al Santuario de la Virgen de la Barca, es también de arco apuntado, con una arquivolta adornada con un bocel y apoyada sobre dos columnas con dos capiteles de mármol por base, que algunos autores consideran de origen romano. El tímpano es liso, apoyándose sobre ménsulas esculpidas, una de ellas similar a la figura de un fraile. Posiblemente la escultura de una piedra que ahora está dentro de la iglesia, entrando a la derecha, ocupara en otro tiempo este tímpano.
Tanto en la parte sur como en el cabezal de la iglesia hay contrafuertes que ayudan a reforzar los muros. En la parte sur, entre dos contrafuertes, se abre una puerta de forma rectangular. Bajando unas escaleras y arrimada a este mismo muro está el sepulcro del párroco José Fondevila Martínez, fallecido en 1874.
En esta misma orilla de la iglesia, en el lugar donde se construyeron unas tumbas, se encontraba la capilla de la Encarnación, derribada no hay mucho. Esta capilla de forma cuadrada, con una puerta de arco semicircular, era una obra del siglo XVI y fue fundada por Alonso García, vecino de Mugía.
Arrimada al muro norte se encuentra la capilla del Rosario, de estilo gótico, a la que si accede desde lo interior de la iglesia a través de una puerta ojival. Construida a finales del siglo XIV, de forma rectangular, cubierta con bóveda de crucería en la que sus arcos diagonales se apoyan en cada esquina sobre ménsulas rematadas en capiteles.

## Galería

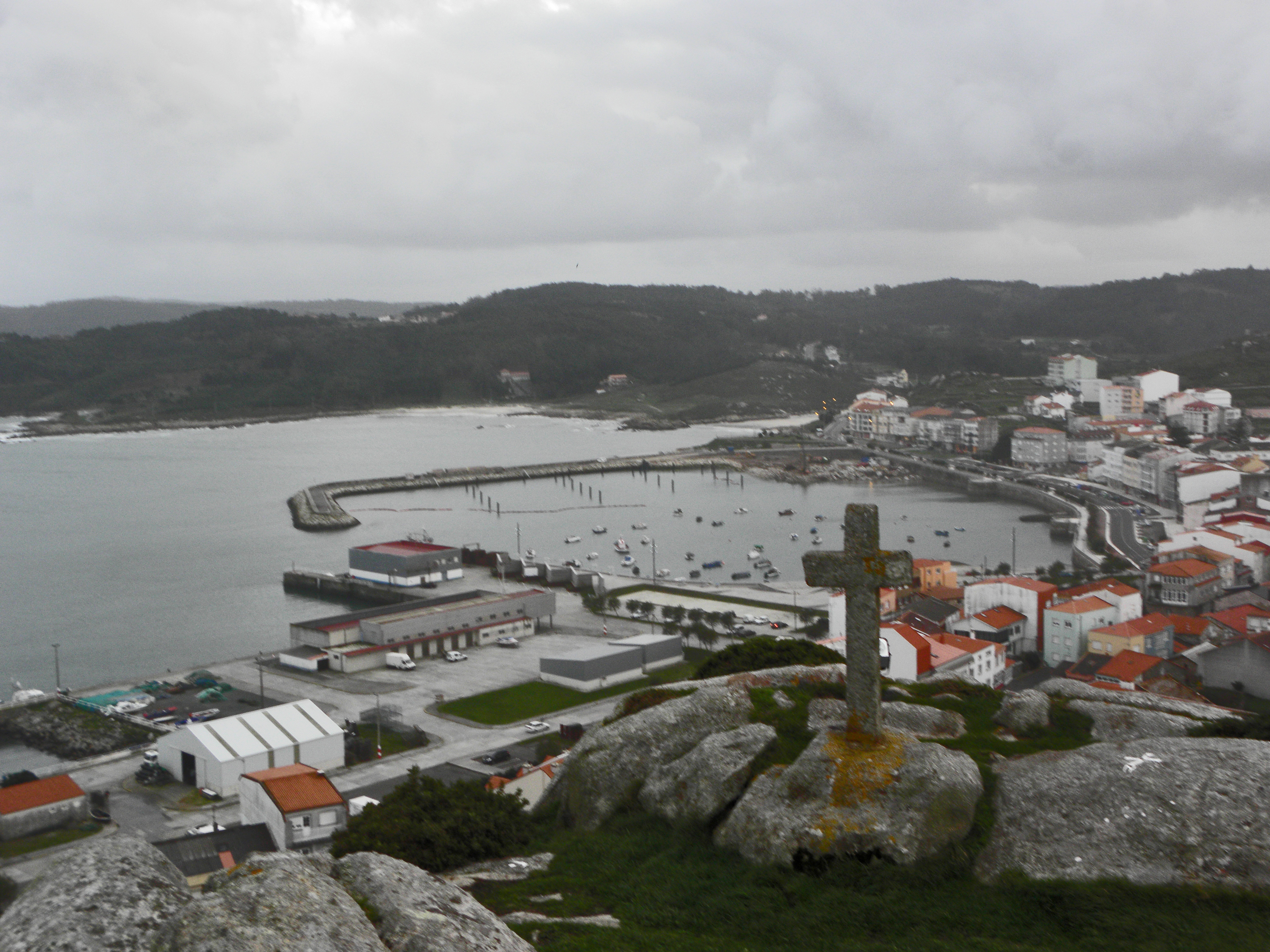
Vista del pueblo de Mugía desde el Monte Corpiño.
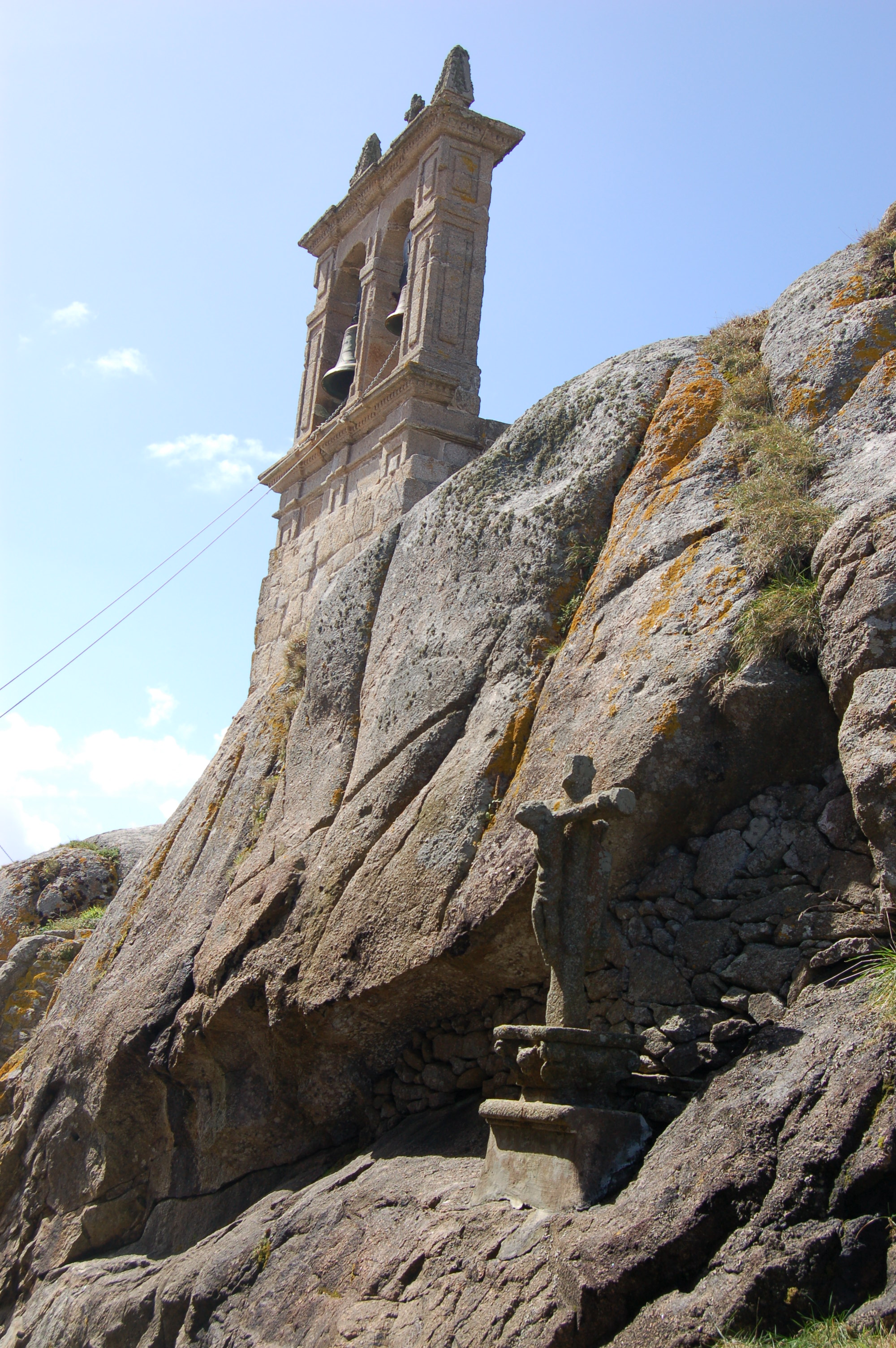
Campanario.

## Demografía
| Gráfica de evolución demográfica de Mugía entre 2000 y 2018 |
|                                                             |
| Datos según el nomenclátor publicado por el INE.            |